# Kniha Mosiáš

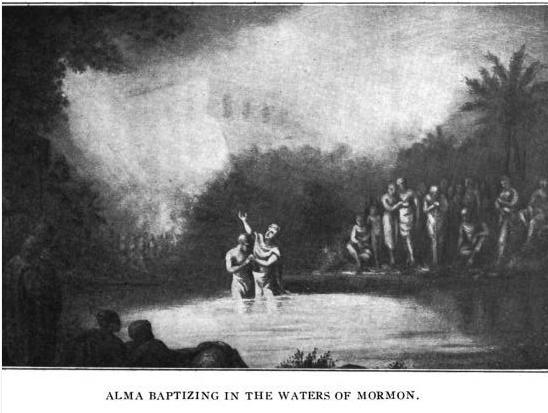
Jednou z nejznámějších scén z Knihy Mosiášovy je okamžik, kdy Alma starší začne křtít své následovníky (Mosiáš 18)

Kniha Mosiáš je název osmého oddílu v Knize Mormonově, americkém náboženském díle, které roku 1830 vydal Joseph Smith. Její děj se má odehrávat mezi lety 200 př. n. l.- 91 př. n. l. a má být dílem několika starověkých amerických proroků (jako je například Mosiáš II., Zenif nebo Alma starší).

## Vznik a pozadí
Kniha Mosiáš je součástí Knihy Mormonovy - náboženské knihy mormonského náboženství, která byla sepsána (přeložena) Josephem Smithem na počátku 19. století. Panují pochyby o to, zda je kniha skutečným historickým dokumentem.

## Název
Jelikož se nedochoval původní opis textu knihy Mosiáš, nemáme jistotu, zda byl název "Mosiáš" vzat z Zlatých desek, nebo doplněn až při finální redakci v tiskárně.

### Jméno Mosiáš
Kniha je nazvána po jednom z králů Zarahemly, Mosiáši II. Ten získal jméno po svém dědovi, Mosiáši I., který vyvedl spravedlivé věřící při prvním exodu ze země Nefi. Jméno pochází ze stejného hebrejského souhláskového kmene M-S-H jako slovo "mesiáš" a znamená tedy něco jako "vykupitel" nebo "vysvoboditel".
Jméno knihy pravděpodobně není autorský podpis - Mosiáš II. pravděpodobně není autorem knihy v dnešní podobě, spíš autorem starší a kratší verze nebo jejím hlavním hrdinou. Je daleko více názvem tématu knihy, která pojednává o "vysvobozování Božího lidu" a je začleněn do životního příběhu krále Mosiáše II.

## Struktura
Ačkoliv je kniha nazvána po králi Mosiáši II., jen malá část textu se zabývá jeho vládou a většina příběhu se odehrává v jiném království (v zemi Nefi). Počátek celé knihy nás zasazuje přímo do děje ("A nyní, nebylo již žádného sváru v celé zemi Zarahemla mezi veškerým lidem, který náležel ke králi Beniaminovi"), jehož předchozí pozadí není zcela jasné. Část událostí je popsána v předchozí "knize" - Slovech Mormonových. Podle výpovědi překladatele/autora Josepha Smithe bylo však původní historické pozadí popsáno na v tzv. Knize Lehi, která je ztracena.

### Kniha o vykoupení/vysvobození
Zdá se, že celá kniha byla sepsána po vzoru izraelských obřadních slavností o "vysvobozování Božího lidu". Celkem 3× v knize nacházíme ikonickou scénu, kdy se lid shromáždí u krále, který mu poté přečte nově napsanou či nově nalezenou knihu - záznam o vysvobození Božího lidu.
1. Shromáždění krále Benjamína (kapitoly 2-6) - Lid ze Zarahemly si připomíná příběh o prvním exodu ze země Nefi
2. Shroáždění krále Mosiáše (kapitola 25) - Lid ze Zarahemly se dozvídá příběh o druhém exodu ze země Něfi
3. Shromáždění krále Mosiáše (28:10 - 29:47) - Lid ze Zarahemly se dozvídá o Jaredově exodu po pádu babylonské věže

Ikonické scény čtení příběhů "o vykoupení" na náboženských shromážděních najdeme už ve Starém zákoně v Bibli. Příkladem může být shromáždění judského krále Josiáše během jeho reformy. Tehdy si lid připomínal exodus a vysvobození z Egypta.

## Autorství
Teorie o autorství většinou balancují mezi tím, zda je autorem knihy Joseph Smith
nebo starověcí proroci. Kniha podle badatelů obsahuje jak
starověké motivy (jako vnitřní literární systém - chiasmus), tak
novodobé rysy (způsobené buďto moderním překladem nebo moderním
autorstvím). Ve výsledku je otázka autenticity nejistá a pohledy
ovlivněné náboženským pozadím.

### Mosiášův záznam
Tradiční autorství Knihy Mosiáš je však také předmětem bádání. Zdá se, že kapitoly 2-5 obsahují původní text promluvy krále Benjamína, která je vsunuta do kapitol 1-8, jejichž autorem je nejspíš král Mosiáš II. (vládl 124 př. n. l. - 91 př. n. l.).

### Zenifův záznam
Kapitoly 9-22 jsou nazvány "Záznam Zenifův" a jejich počátečním autorem je snad skutečně Zenif, který okolo roku 200 př. n. l. odvedl skupinu lidí z města Zarahemla (jeho národ později znovu-objevil až Ammon, potomek Zarahemlův). Záznam však pokračuje i po jeho smrti během vlády krále Noeho a krále Limhiho. Z hlediska textu je nepravděpodobné, že by král Noe byl spoluautorem knihy, takže není jasné, zda záznam o jeho vládě pochází z pera jeho syna Limhiho, nebo zda byl autorem někdo zcela jiný. Verš 17:4 navíc naznačuje, že část textu kapitol 11-18 napsal Alma starší, kněz krále Noeho.

### Záznam Almy staršího
Kapitoly 23-24 jsou nazvány "Záznam Almův", přičemž jejich autorem má být Alma starší. Záznam byl později spojen se Zenifovým a Mosiášovým záznamem.

### Kompletace Almy mladšího
Kapitoly 25-28 probíhají za společného života Mosiáše II. a Almy staršího. Není však jisté, kdo z nich psal záznam o historii v daném období, či zda tuto pasáž sepsal autor následné knihy, Alma mladší (například na základě starších textů svého otce nebo krále Mosiáše II.) Kapitola 27 obsahuje přímou řeč Almy mladšího, kterou tento autor nejspíš použil při vytváření finální podoby knihy Mosiáš. Někteří badatelé poukazují na to, že Alma mladší zkompletoval předchozí záznamy v době po Mosiášově smrti, kdy se Amlicité snažili znovu nastolit monarchii.

### Mormonova redakce
Tradiční postoj o autorství knihy Mosiáš zastává názor, že text proroků byl redigován (zpracován) dějepiscem Mormonem asi v
3. století n. l.

## Teorie o časovém sledu
Jelikož původní začátek Knihy Mormonovy
byl ztracen (jde o tzv. "116 stránek" Knihy Lehiovy), není zcela jasné,
v jakém časovém sledu byly přeloženy dnešní knihy (části) v Knize
Mormonově. Klasický pohled předpokládá, že Joseph Smith překládal (nebo
vymýšlel) Knihu Mormonovu od 1.Nefiho (první části) až do knihy Moroni (poslední části). Určité množství badatelů a historiků však razí teorii "Mosiášova prvenství".

## Témata
V Knize Mosiášove existuje několik stěžejních témat, která ovlivňují strukturu textu nebo sloužily jako důvod sepsání této knihy.

### Anti-monarchický ráz
Zdá se, že příchod Almy staršího do Zarahemly (kapitola 25) byl zlomovým bodem v životě krále Mosiáše II. Církev v mosiášově království byla reorganizována, nový obřad byl zaveden jako náboženská praxe a byl zásadně změněn politický systém. Z rozhodnutí krále Mosiáše II. (v souvislosti s učením Almy staršího - viz 23:7) nenastoupil nový král, nýbrž byl zaveden systém "demokracie", založené na volených zástupcích lidu a soudcovském systému, s oddělenou náboženskou mocí (církev v Zarahemle neměla podíl na legislativní, exekutivní nebo jurisdikční moci).
Anti-monarchický ráz proto převažuje v textu i učení hlavních postav. Těžiště se soustřeďuje okolo příběhy zlovolného krále Noeho a jeho zneužití královské moci. Tato epizoda slouží jako vzorový příklad, na jehož základě je docíleno změny státního zřízení. Anti-monarchický prvek v knize Mosiáš je podobný tématům v 1. Knize Samuelově, kde je systém králů označen za "špatnou volbu lidu".

### Křestní smlouva
Jedno z ústředních teologických témat knihy Mosiáš je znovu-ustanovení křestní smlouvy mezi obyvateli starověké Ameriky. Ačkoliv je křest prezentován už na počátku Knihy Mormonovy (2. Nefi kapitola 31 - asi 6. stol. př. n. l.), je z textu očividné, že křest přestal být užíván. Nevíme důvod ani přesnou dobu. Na konci 2. století př. n. l. je však křest zaveden znovu Almou starším (25:18) a považován za způsob "vstupu do Boží církve". Věřící brali křest jako znamení, že "věří Almovým slovům" (25:18).
Almův křest, zvláště jeho rituální formule, se odlišuje od třetí, odlišné zmínky o křtu, která se nachází v 3. Nefim (asi 100 let po Almově křtech). V Knize Mormonově tedy existují minimálně 3 odlišné tradice křtění (2. Nefi - 6. stol.př. n. l.; kniha Mosiáš - 1.př. n. l.; 3. Nefi - 1.n. l.). Více viz pasáž "obřadní modlitby" na literární styly v Knize Mormonově.

### Vykupitelská zvěst
Název Knihy Mosiáš vyjadřuje ústřední teologickou zvěst celého textu - "vykoupení". Jméno Mosiáš totiž pochází ze stejného hebrejského souhláskového kmene M-S-H jako slovo "mesiáš" a znamená tedy něco jako "vykupitel" nebo "vysvoboditel". Název textu by proto šel také vyložit jako: Kniha o vysvoboditeli / Kniha o vysvobození nebo Kniha o vykupiteli / Kniha o vysvobození.